# 藤田栄一
藤田 栄一（藤田 榮一、ふじた えいいち、1936年7月18日 - ）は、日本の英文学者、ビジネス英語教育者。

## 略歴
大阪府大阪市出身。1959年大阪府立大学経済学部卒、藤田鉄工所入社。1963年早川電機工業（シャープ）貿易部入社、大阪市立大学文学部英文科卒。1965年神戸大学大学院修士課程修了。1969年関西外国語大学専任講師となる。1972年助教授。1990年神戸女学院大学短期大学教授、神戸学院大学教授。専攻分野、英米文学（特にヘンリー・ジェイムズ）、英米文化、国際ビジネス、国際交渉・説得、国際普及学。

## 著書
- 『貿易英語入門』創元社 1971
- 『貿易実務』創元社 1973
- 『英文による海外販売促進のすべて』創元社 1973
- 『貿易英語セミナー』創元社 1975
- 『和英貿易実用辞典』編 創元社 1976
- 『貿易実務の手ほどき』創元社 1977
- 『すぐ役立つ説得の技術』実業之日本社(実日新書)1980
- 『貿易英語300文例 和英対訳式 便利で使いやすいコレポン事典』日本実業出版社 1980
- 『生と自由を求めて ヘンリー・ジェイムズの小説』創元社 1980
- 『海外情報を読みとる 知的創造へのヒント』創元社 1981
- 『海外投資で儲ける法 これだけは知っておきたい』蒼洋社 1981
- 『ビジネス英語の方法』1982 講談社現代新書
- 『ビジネス英語の表現法』ジャパンタイムズ 1982
- 『ビジネスマンの貿易経営センスをみがく本』英潮社新社 1982
- 『欧米人と異文化への対応 英米文学をめぐって』創元社 1983
- 『地球時代の交渉術』ティビーエス・ブリタニカ 1983
- 『貿易文例ハンドブック』創元社 1983
- 『ビ・ジ・ネ・ス・レターが戦略的効果をあげる時 コミュニケーション原理をつかむ』日本英語教育協会 1983
- 『ビジネス英語を読む 新聞・雑誌から報告書・契約書の読み方まで』日本能率協会 1984
- 『実用ハンディー英会話』創元社 1984
- 『日本人英語から抜け出せる本 身についた"ムダな英語"が"誤解"を生む』大和出版(グリーン・ブックス)1984
- 『貿易取引Q&A エキスパートが示すエッセンス』1985 有斐閣ビジネス
- 『ヘンリー・ジェイムズの曖昧性』創元社 1985
- 『国際ビジネスマンの基礎知識』研究社出版 1985
- 『英文情報の読み方書き方』日刊工業新聞社 1985
- 『貿易ビジネス英語用語辞典』編 南雲堂 1985
- 『アメリカの読み方日本の生き方 世界の中のニッポンこれからどうなる』経済界 1986
- 『輸入取引の上手なやり方 円高を生かす』日本能率協会 1986
- 『英語で取引する法 実践貿易レター』ビジネス社 1986
- 『貿易取引の実務 コミュニケーションと手続』勁草書房 1986
- 『ビジネスマンの英語入門 国際感覚を身につける』日本能率協会 1986
- 『ビジネス基礎英会話 ビジネスのあらゆる場面で使われる会話を収録』日本文芸社 1987
- 『あっ!個人輸入はこんなに簡単 すごくトクする 魅力ある外国品が誰でも手に入る』中経出版 1987
- 『ハンディービジネス英会話』創元社 1987
- 『国際ビジネス英語文例辞典』編著 北星堂書店 1987
- 『貿易英語活用マニュアル』同文館出版 1987
- 『貿易取引の英語』勁草書房 1987
- 『海外事業進出 その計画と実務』晃洋書房 1987
- 『ビジネスレターを書くための表現辞典』語学春秋社 1988
- 『英語の交渉に強くなる本 商談開始からプライベートな付き合いまで』経済界 (タツの本) 1988
- 『英語リターンマッチ』プレジデント社 1989
- 『アメリカ伝統小説と疎外』創元社 1989
- 『貿易取引の英語・これだけわかれば困らない 海外ビジネス・交渉・手続き 小さな誤解をなくし、大きな失敗を防ぐ100項』こう書房 1989
- 『輸出入の英文レター そのまま使える200文例 和英対照』明日香出版社 1990
- 『頭のいい海外旅行のやり方 助教授が教える』中経出版 1990
- 『英語と日本語のカルチャー・ギャップ』創元社 1990
- 『アメリカ人と文化的伝統』創元社 1991
- 『通勤電車の英語術 これならできる!朝夕の短時間学習法』実務教育出版 1991
- 『アメリカの深層を読む』1992 丸善ライブラリー
- 『国際ビジネス英語と実務』英潮社 1993
- 『ビジネス英会話がわかる』総合法令 1993
- 『交渉の英語入門』日本経済新聞社(日経文庫) 1993
- 『経済英語の読み方がわかる本。』総合法令(Horei business熱血英語) 1994
- 『輸出入実務がわかる本』文真堂 (これ以上やさしく書けない入門書 1994
- 『輸出入取引と書類の実務 取引のしくみ、手続きのノウハウと必須書類の知識』実務教育出版 1994
- 『ビジネス英語読み書きの基本』産能大学出版部 1995
- 『企業戦略の手法と分析 これからの経営課題とそのあり方』日本経営協会総合研究所 1995
- 『国際ビジネスの達人』中央経済社 1996
- 『貿易取引の実務と英語』藤田榮一 実務教育出版 1998
- 『経済記事の英語 気軽に読める』藤田榮一 荒竹出版 (新・英語ビジネス講座)1999
- 『漱石と異文化体験』藤田榮一 和泉書院 (和泉選書) 1999
- 『ヘンリー・ジェイムズと異文化』藤田榮一 晃洋書房 2000
- 『海外ビジネス危機管理 輸出入取引に必須の技術』藤田榮一 ぱる出版 2002
- 『日本的危機の根底にあるものは何か』藤田榮一 晃洋書房 2006
- 『ヘンリー・ジェイムズの芸術』藤田榮一 晃洋書房 2006
- 『ビジネス英語のすべて 貿易・手紙・会話・社交・交渉・契約書・会議・演説・論文・報告書』藤田榮一 晃洋書房 2007

### 共編著
- 『英米文学の鑑賞』藤田栄一 [等]共著,大学英語研究会編 創元社 1975
- 『文例中心の英文ビジネスレターの書き方』ハワード・ウィルソン共著 研究社出版 1988
- 『総合ビジネス英語文例事典』藤田榮一編著,アントニー・コミノス英文校閲 研究社出版 1998
- 『海外調達と価格破壊 収益力を高め、豊かな生活を実現する海外調達のノウハウ』藤田由紀子共著 税務経理協会 1996

### 翻訳
- ハワード・ウィルソン『新しいビジネスコミュニケーション 国際英語の盲点』創元社 1974